# Eyehategod
Eyehategod är ett amerikanskt sludge metal-band från New Orleans, bildat 1988. Jimmy Bower, känd från bland annat Down, spelar gitarr i gruppen.

## Bandmedlemmar
Nuvarande medlemmar
- Jimmy Bower – gitarr (1988– )
- Mike Williams – sång (1989– )
- Brian Patton – gitarr (1993– )
- Gary Mader – basgitarr (2001–)
- Aaron Hill – trummor (2013– )

Tidigare medlemmar
- Joe Fazzio – trummor
- Kevin Noonan – basgitarr (1988)
- Steve Dale – basgitarr (1988–1992)
- Joey Delatte – trummor (1988–1989)
- Mark Schultz – gitarr (1988–1992) basgitarr (1992–1995)
- Chris Hillard – sång (1988–1989)
- Joey LaCaze – trummor, slagverk (1989–2013; död 2013)
- Vince LeBlanc – basgitarr (1996–1999)
- Daniel Nick – basgitarr (2000–2002)

Turnerande medlemmar
- Kevin Bond – basgitarr
- Paul Webb – basgitarr
- Phil Anselmo – gitarr
- Seth Putnam – sång (död 2011)
- Marvin Gauntlett – basgitarr (2002)
- Dale Crover – trummor (2013)

## Diskografi
Demos
- 1989 – Garden Dwarf Woman Driver
- 1990 – Lack of Almost Everything

Studioalbum
- 1992 – In the Name of Suffering
- 1993 – Take as Needed for Pain
- 1996 – Dopesick
- 2000 – Confederacy of Ruined Lives
- 2014 – Eyehategod

EP
- 1994 – Ruptured Heart Theory
- 2004 – 99 Miles Of Bad Road

Singlar
- 2012 – "New Orleans Is The New Vietnam"
- 2014 – "The Liar's Psalm"

Samlingsalbum
- 2000 – Southern Discomfort
- 2001 – 10 Years of Abuse (And Still Broke)
- 2006 – Preaching the "End-Time" Message
- 2015 – Original Album Collection (4CD)

Video
- 2004 – Tokyo Japan - March 19th, 2002
- 2011 – Live

Annat
- 1994 – Whore / Serving Time In The Middle Of Nowhere / Lack Of Almost Everything (delad EP med 13)
- 1995 – "Wrong" / "Southern Discomfort" (delad singel med 13)
- 1995 – Loud & Ugly Vol. 2 (delad 7" vinyl-EP: Eyehategod / Floor / Despise You / Apartment 213 / Thug)
- 1997 – In These Black Days: A Tribute to Black Sabbath (Vol. I) (delad EP med Anal Cunt)
- 2002 – "The Age of Boot Camp" / "They Lie to Hide the Truth" (delad 7" vinyl med Soilent Green)
- 2004 – "I Am The Gestapo" / "Self-Zeroing" (delad singel med Crippled Bastards)
- 2015 – Eyehategod / Psycho (delad album)
- 2016 – "Cut Your Teeth" / "The Liar's Psalm" (delad 7" vinyl: Bl'ast / Eyehategod)